# Расказачивание

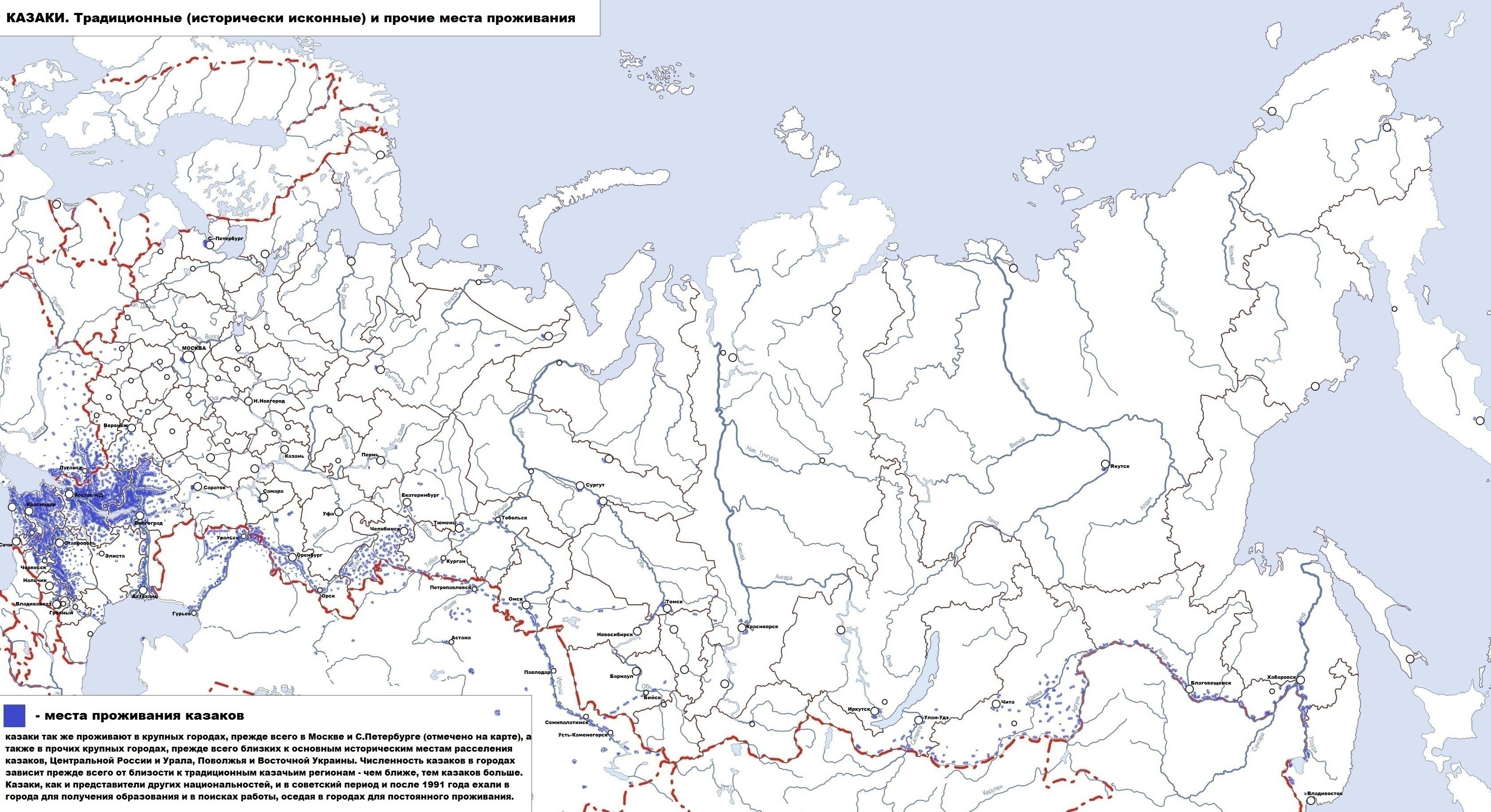
Места проживания казаков

Расказа́чивание — политика, проводившаяся большевиками в ходе Гражданской войны и в первые десятилетия после неё, направленная на лишение казаков самостоятельных политических и военных прав, ликвидацию казаков как культурной, этнической общности в РСФСР, а далее в СССР.
Политика расказачивания вылилась в итоге в массовый красный террор и репрессии против казаков, выражавшиеся в массовых расстрелах, взятии заложников, сожжении станиц, натравливании иногородних на казаков. В процессе расказачивания также проводились реквизиции недвижимого и движимого имущества, в том числе домашнего скота и сельскохозяйственной продукции, переселение крестьян из числа малоземельных народов[уточнить], иногородних и бедняков на земли, ранее принадлежавшие казакам, выселения целых казачьих хуторов и станиц.

## Начало расказачивания и его причины
Согласно исследованиям ряда историков, одним из главных идеологов расказачивания в Области Войска Донского являлся председатель Донского бюро РКП(б) и руководитель Гражданского управления С. И. Сырцов. «Недавний студент Петроградского политехнического института, дважды вынужденный бежать от казаков из Ростова, Сырцов однозначно оценивал казацкий Дон как „Русскую Вандею“», будучи убеждённым, что «аграрная революция на Дону должна состоять в полном разрушении экономического базиса казачества», «стирании всякой экономической грани между крестьянами и казаками» и что «общие условия заставляют нас, идя навстречу крестьянам, за исключением самых верхушек, сделать их своей опорой в деле ликвидации казачества», как сообщается в его донесениях и докладах в ЦК.
Мнение современных историков относительно направленности расказачивания неоднозначно. Ряд исследователей, в частности, Е. Лосев, А. В. Венков, В. Л. Генис, Н. Ф. Бугай, А. И. Козлов, С. А. Кислицын, В. П. Трут, определяют расказачивание как политику, направленную на ликвидацию казачества как этносоциальной группы. При этом Е. Лосев и А. В. Венков указывают на вину в инициировании расказачивания лишь отдельных лиц из ВКП(б), а А. И. Козлов, С. А. Кислицын, В. Л. Генис отмечают политику террора как свойство, характерное для режима данного времени. В. П. Трут и А. В. Венков считают этнические особенности казачества частично размытыми и отмечают его частичное слияние с крестьянством, тогда как В. Л. Генис и Н. Ф. Бугай видят в политике расказачивания элементы геноцида. П. Г. Чернопицкий, Е. Н. Осколков, Я. А. Перехов отмечают классовый, а не этнический подход большевиков к казачеству, выступая против оценки расказачивания как особой антиказачьей политики, проводимой по этническому признаку.
В то же время резолюция Донбюро РКП(б) от 8 апреля 1919 года рассматривает казачество в качестве базы контрреволюции и предполагает его уничтожение как особой экономической группы:

Всё это ставит насущной задачей вопрос о полном, быстром, решительном уничтожении казачества как особой экономической группы, разрушение его хозяйственных устоев, физическое уничтожение казачьего чиновничества и офицерства, вообще всех верхов казачества, активно контрреволюционных, распыление и обезвреживание рядового казачества и о формальной ликвидации казачества.

## Причины репрессий
Народ звал нас в «благодарность» за это[уточнить] палачами, опричниками и нагаечниками
— П. Н. Краснов. Дон и Добровольческая армия…. — С. 45.
Отношение пришедших к власти большевиков к казачеству было двойственным и обусловлено реальными причинами. С одной стороны, оно было негативным, поскольку казаки, являясь профессиональными военными, не так давно «верой и правдой» служили российской монархии, защищая государство не только от внешних врагов, но и участвуя в подавлении беспорядков и выступлений рабочих, разгоняя демонстрации и конвоируя осуждённых по этапам. Казачество имело в собственности землю и привилегии, что не соответствовало определению эксплуатируемых, то есть тех, от чьего имени большевики проводили свою политику. На Третьем съезде народов Терека 23-29 мая 1918 г. рассматривался аграрный вопрос. Съезд принял резолюцию, подтверждающую принцип национализации земли и необходимость наделения землёй крестьян нагорной полосы Ингушетии, Чечни, Осетии и Балкарии. СНК Терской Республики утвердил инструкцию о порядке распределения земли, в которой предлагалось, в первую очередь, наделить участками нуждающихся крестьян. Для реализации этого положения было принято решение о распределении земельного фонда Терской Республики на уравнительных началах. На душу населения в Кабарде приходилось 8,6 дес., в Балкарии — 5,4 дес. удобной земли. Но в Кабарде надельными землями являются преимущественно пашни и сенокос, а в Балкарии — пастбища. Только пахотной и сенокосной земли на душу населения в Балкарии приходилось всего 0,5 дес. У других народов Терской области в среднем на одного жителя приходилось всей удобной земли в десятинах: у казаков — 7,2, у ингушей — 2,5, у осетин — 3,1, у чеченцев — 3,1. Часть земель казаков и кабардинцев находилась в аренде у ингушей, чеченцев, балкарцев, осетин и карачаевцев, чаще за половину урожая, или за 4 рубля десятина у казаков, за 5 рублей — у кабардинцев. То есть, для освобождения земель, наделения инвентарём и движимым и недвижимым имуществом и защиты малоземельных народов от претензий кабардинцев и казаков на часть урожая земель, ранее арендованных у них, необходимо было выселить людей из селений кабардинцев, а особенно — казачьих станиц и хуторов: казаков, русских и других иногородних жителей казачьих станиц. С другой стороны, большевики, понимая, что казачество является хорошо организованной вооружённой силой, способной, в отличие от малоземельных народов, совершать длительные походы вне зон проживания, хотели привлечь казаков на свою сторону, либо, как минимум, на начальном этапе быть с ними в нейтральных отношениях.

## Отношение казачества к Советской власти
В таком же неопределённом состоянии находилось и казачество. Первые декреты большевиков склонили основную массу казаков на сторону Советов — после длительной войны они смогли вернуться в свои станицы, и земля рядовых казаков, согласно Декрету о земле, осталась не тронута. Казаки изначально не были настроены бороться против Советской власти, как вследствие усталости от войны и нежелания борьбы в какой бы то ни было форме, так и по причине сильнейшей агитации большевиков, угрожавших кровавой расправой за сопротивление и обещавших не касаться внутреннего казачьего уклада, имущества и земель в случае непротивления и не вмешивались в военные действия между красными и белыми.

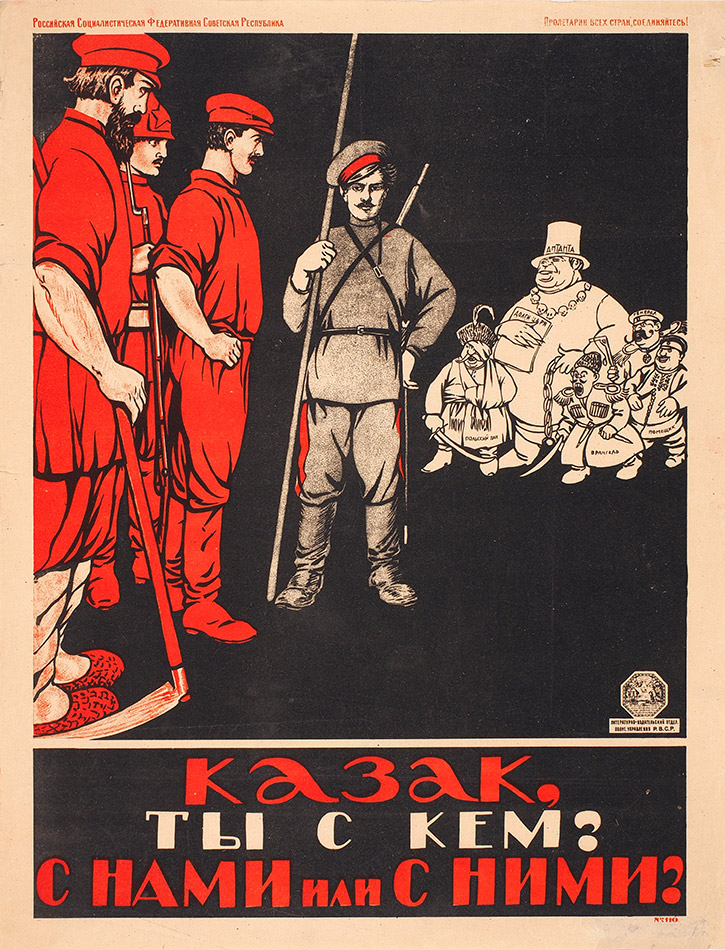
Агитационный плакат большевиков времён гражданской войны

По вопросу борьбы с большевиками у казаков не было единого мнения. Некоторые из них даже имели антидобровольческие настроения. Армия генерала А. И. Деникина воспринималась казаками как не вполне демократический институт, посягавший на их казачьи вольности, инструмент большой политики, до которой им не было дела. Плохо познанные всем казачьим населением большевики, наоборот, представлялись чем-то вроде меньшего зла для казачества. Большинство казаков верило советской агитации и надеялось, что большевики их не тронут. По свидетельству генерала М. В. Алексеева, казаки в это время были «глубоко убеждены, что большевизм направлен только против богатых классов — буржуазии и интеллигенции…». Казачество наблюдало серьёзные военные приготовления Советской власти в южном направлении и считало, что её волнение и гнев навлекают лишь «непрошеные пришельцы» — формируемая Добровольческая армия. Этому взгляду не чуждо было и само Временное донское правительство, всерьёз надеявшееся соглашательством с местными революционными учреждениями и лояльностью в отношении советской власти примирить её с Доном и спасти область от нашествия большевиков
Согласно первому проекту, разработанному правительством Краснова, на первом этапе атаманы Кубанского, Донского, Терского и Астраханского казачьих войск, председатель Союза горцев Северного Кавказа должны были провозгласить Доно-Кавказский союз суверенным федеративным государством, который должен был в гражданской войне соблюдать нейтралитет и не бороться с большевиками вне пределов Доно-Кавказского союза. Однако проводившаяся большевиками политика «расказачивания» обратила казаков в союзников Белого движения.
Похожим образом складывалась обстановка и на Южном Урале, где смущение в умы казачества вносили слухи об якобы имевшихся по всей России успехах большевиков в экономическом отношении, о даровании ими населению невиданных раньше свобод. Большевистские агитаторы, приезжавшие из Центральной России в расположение Оренбургского казачьего войска, пытались внушить казакам мысль, что большевики ведут борьбу не с казаками, а с их начальством, «продавшимся буржуазии» и якобы защищающим её интересы головами казаков. Агитаторы стремились настроить казаков против офицеров. Многое из того, что доносили агитаторы до казаков, принималось за чистую монету, и многие склонны были этому верить, тем более, что людей, способных опровергнуть это, в то время в станицах не было.
На Войсковом круге в декабре 1917 года, когда атаман А. И. Дутов призвал депутатов «стать на защиту матери-России и родного войска», депутаты с фронта сразу заняли враждебную к нему позицию. Фронтовики старались доказать, что стоит сместить Дутова, как все местные волнения прекратятся, и с большевиками можно будет подписать договор о невмешательстве.

Войсковой круг подавляющим большинством голосов постановил: Советской власти не признавать; борьбу с большевиками продолжать до полной над ними победы. Депутаты в большинстве своём прекрасно понимали, что большевики повели борьбу с казачеством, которое всегда стояло на страже русской государственности, и вот теперь снова оказалось у них на пути. Полковник Дутов был переизбран войсковым атаманом
Принятый III съездом Советов 27 января (9 февраля) 1918 года Декрет об уравнительном переделе всех земель (о т. н. социализации земли) привёл к колебаниям и началу раскола в казацкой среде. Расколу казачества способствовали действия представителей советской власти на местах.

## Осуществление советскими властями репрессий против жителей казачьих областей

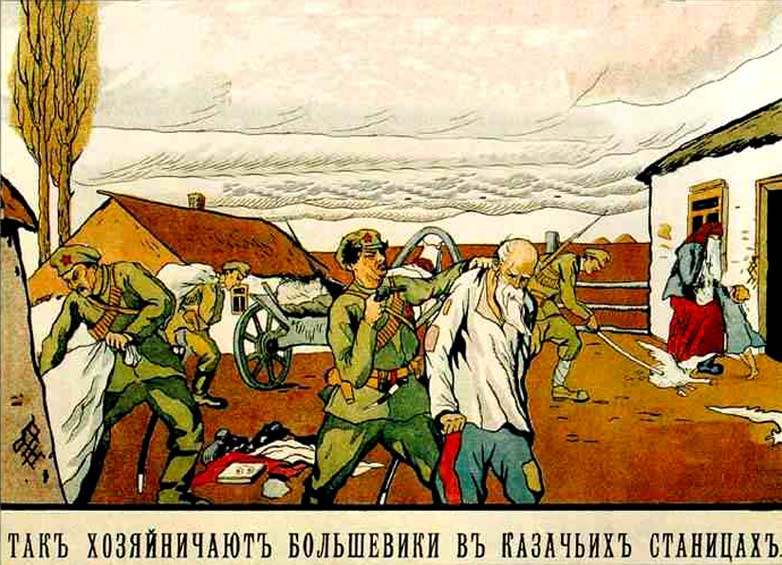
Антисоветский плакат «Так хозяйничают большевики в казачьих станицах», 1918 год

После того, как большевики утвердились на казачьих территориях, в первую очередь их деятельность и репрессии были направлены на казаков. Так, заняв Оренбург в январе 1918 года и утвердившись на территории Оренбургского казачьего войска, в городских и станичных населённых пунктах они проводили расправы над оппозицией и грабежи хозяйств казаков. На территории Оренбургского войска большевиками было дотла сожжено несколько казачьих станиц, вывезено и уничтожено хлеба в размере нескольких миллионов пудов, тысячи голов лошадей и рогатого скота зарезано прямо на казачьей территории или угнано. Все казачьи станицы вне зависимости от того, принимали ли они участие в борьбе против большевиков, заплатили большие контрибуции, после чего были обложены громадными налогами. Всех казаков большевики считали врагами советской власти, поэтому ни с кем не церемонились: множество офицеров, чиновников, казаков и даже казачек было расстреляно, ещё больше посажено в тюрьмы. Особенно усиленно проводили репрессии большевики в Оренбурге.
Питер Кенез, американский историк-исследователь Гражданской войны в России, приводит в своей работе сведения о терроре большевиков, обрушившемся на оставленный добровольцами центр Донского казачества Ростов. По приказу красного командующего Сиверса должны были быть казнены все имеющие отношение к Добровольческой армии, приказ распространялся и на детей четырнадцати и пятнадцати лет, записавшихся в армию генерала Корнилова, однако, возможно из-за запрета родителей, не ушедших с ней в поход на Кубань.
12 февраля 1918 года казаками из состава полков № 2, 10, 27 и 44 войскового старшины Н. М. Голубова, перешедшими на сторону большевиков, была занята оставленная накануне Добровольческой армией столица Дона — Новочеркасск. Войсковой старшина Голубов ворвался в здание «Судебных установлений», где проходило заседание Войскового Круга, сорвал с Войскового атамана А. М. Назарова генеральские погоны, арестовал его и председателя Войскового Круга Е. А. Волошинова, а депутатам приказал «убираться к чертям». После этого красными были арестованы все делегаты Казачьего круга, а в городе была провозглашена Советская власть.
Следом за перешедшими на сторону большевиков казаками Голубова в город прибыли чекисты и начали избиение городской интеллигенции и офицеров. Над трупами расстрелянных каратели из ЧК долго и ожесточенно издевались: пинали их ногами, кололи штыками, дробили черепа убитых прикладами винтовок.
Такого поворота событий в казачьей столице не смог стерпеть даже сам Голубов, чьи красные казаки стали противодействовать красным же карателям из ЧК. По одним данным в ответ на это противодействие чекистам со стороны казаков, по другим данным — по распоряжению местного большевистского штаба во главе с Голубовым, шахтёрами-красногвардейцами 17 февраля 1918 года за городом в Краснокутской роще был произведён расстрел атамана А. М. Назарова, заменившего Каледина, генералов К. Я. Усачёва, П. М. Груднева, Исаева, подполковника Генерального штаба Н. А. Рота, председателя Войскового Круга Е. А. Волошинова, войскового старшины И. Тарарина.

Из письма атамана Назарова своей жене с гауптвахты 12 февраля 1918 года: 
«…Подробности ареста ты уже, вероятно, знаешь из телеграмм. Понятно, сведения эти далеко не истинны. Но истину и я не мог бы сообщить, так много было нелепого. Но и в трагическом много комизма, и я имел возможность смеяться. Смешнее всего было зрелище: ста-двухсот человек Круга (Верховной власти), вытянувшихся в струнку перед новым Бонапартом XX века…»

 Из письма председателя Войскового Круга Е. В. Волошинова к своей матери:
 «…Совесть моя чиста, а потому смерти не боюсь. Говорили, что я Голубовым приговорён к смерти. Если это так, если мне суждено действительно умереть, то простите меня за всё содеянное…»
 6 марта 1918 года Голубовым в доме калмыцкого гелюна также был арестован заместитель Донского атамана историк-педагог М. П. Богаевский, расстрелянный большевиками с началом восстания низовых станиц.
Осуществив репрессии в Новочеркасске и вызвав этим даже недовольство казаков из «революционной ватаги» Голубова, большевистские каратели, заподозрив «красного главкома» в недостаточной лояльности к большевизму, покинули донскую столицу. Приглядывать за ситуацией в городе ими был оставлен комиссар Ларин.
Внедрение советской власти на Дону и Кубани сопровождалось захватом пришлым элементом местного управления, грабежами, реквизициями, арестами, казнями, убийствами (только одних офицеров было убито большевиками на Дону около 500 человек), карательными экспедициями против протестующих станиц и селений.
В соответствии с документами Особой следственной комиссии по расследованию злодеяний большевиков по донским городам, станицам и сёлам — ещё две тысячи человек пали жертвами карательных мероприятий установленной на Дону Советской власти.

## Расколы в казачестве, вызванные Гражданской войной
Немаловажным фактором, способствующим проведению политики расказачивания, являлись и внутренние расколы в казачестве, а также конфликты между казачьим и неказачьим населением, активнее проявившиеся в период идейно-политического противостояния в годы Гражданской войны.
Историк А. Козлов приводит такие сведения: «Врываясь в пределы соседних губерний, белоказачьи части вешали, расстреливали, рубили, насиловали, грабили и пороли. Эти зверства записывались тогда саратовскими и воронежскими крестьянами и рабочими на счёт всех казаков, порождали страх и ненависть. Ответная стихийная реакция выливалась в месть тоже всем казакам, без разбора. В первую очередь страдали безвинные и беззащитные».
Известны случаи внутренних казачьих конфликтов, вызванных идейно-политическими противоречиями. В хуторе Большом Усть-Хоперской станицы казаки первого Донского революционного полка 23-й дивизии зарубили 20 стариков «за злостную агитацию». В станице Нижнечирской красные казаки «своим судом подвергли каре „местную контру“».
Все это способствовало тому, что казаки опять взялись за оружие и в соответствии со своими убеждениями примкнули к воюющим сторонам. Так, примерно в середине 1918 года под командованием Ф. К. Миронова, Б. М. Думенко, М. Ф. Блинова находилось 14 красных казачьих полков. У П. Н. Краснова в Донской армии — около 30 полков.
3 сентября 1918 года СНК РСФСР издал «Декрет о создании походного круга Войска Донского», который предусматривал создание традиционного казачьего войскового правительства из представителей от советских казачьих полков и освобождённых от белогвардейцев донских станиц. Декрет подписали наркомвоен Троцкий, наркомвнудел Петровский и управделами СНК Бонч-Бруевич. Комментируя Декрет, Казачий отдел ВЦИК (председатель М. П. Мошкаров) заявил, что создание Круга диктовалось участившимся переходом белоказачьих полков на сторону Советской власти и самоорганизацией казачьего населения Дона в отряды для борьбы с белыми. Но Реввоенсовет 10 армии (Сталин, Ворошилов, Минин) телеграфировал 10 сентября 1918 г. во ВЦИК, что «самое название „Казачий Круг“ было враждебно красным бойцам». В итоге решено было отложить созыв Круга до окончательного освобождения Дона от контрреволюции, о чём Я. М. Свердлов предупредил съехавшихся делегатов телеграммой: «Поезжайте в свои части, ведите агитацию, сражайтесь всей доблестью за Советскую власть».
По мнению историка Павла Голуба, «расказачивание» началось ещё при правлении атамана Краснова, который поставил задачу уничтожить всех сторонников Советской власти. Соответствующее постановление, направленное против красных казаков, было принято Кругом спасения Дона в мае 1918 года, почти за год до директивы Оргбюро ЦК РКП(б).

Было принято около 1400 приговоров (многие на десятки или даже сотни человек) об исключении сочувствующих Советской власти из казачьего сословия — с лишением всех казачьих прав и льгот, конфискацией имущества и земли, высылкой за пределы Дона или на принудительные, каторжные работы. Более 50 таких приговоров опубликованы в правительственных газетах «Донской край» и «Донские ведомости». На основе этих данных мною произведён расчёт, который показал: средств к существованию были полностью лишены и подверглись преследованиям до 30 тысяч красных казаков с их семьями.
Указ Большого войскового круга, направленный против казаков-фронтовиков, вступивших в Красную Армию, вышел в октябре того же года — всех красных казаков, попавших в плен, казнили.

## Свержение советской власти в казачьих областях
По словам историка Питера Кенеза, сделать то, что не удалось атаману Каледину — заставить донских казаков восстать против большевизма — помог осуществить коммунистический эксперимент — Донская советская республика. На Дон, чтобы установить связь с Москвой, был командирован руководством большевиков их представитель — комиссар Воецеховский, который, вместе с Сиверсом реально контролировал область и организовал национализацию рудников и заводов, изъятие продовольствия, вымогательство денег у буржуазии и прослывший «королём террора». За два месяца господства большевиков для жителей Юга советский режим стал символом террора и анархии, сильнее всего карательные мероприятия проявились в двух основных оплотах большевиков: в Ростове и Таганроге. Питер Кенез писал:

В последние месяцы режима Каледина большевики получали огромную поддержку в этих городах Дона. Население ждало войска Красной армии как освободителей. Приход войск разрушил эту иллюзию за короткое время, и симпатии сменились страхом. Сразу начались аресты и казни

Советский режим с его неизбежными приемами — убийствами, грабежами и насилиями стал вызывать уже в казачьей среде волю к активному сопротивлению. Оно возникало во многих местах стихийно, неорганизованно и разрозненно. Так, кроме Ейского округа, поднялись серьёзные восстания в районах Армавира и Кавказской, кроваво подавленные большевиками, обрушившимися во всеоружии военной техники на почти безоружные казачьи ополчения. Во многих более крупных центрах, наряду с казачьей революционной демократией, все ещё искавшей путей примирения с советской властью, наряду с пассивной обывательщиной и довольно значительным числом «нейтрального» офицерства, проявляли скрытую руководящую деятельность и активные элементы: создавались тайные кружки и организации, в состав которых, кроме энергичных офицеров и более видных казаков, входили представители городской буржуазии и демократии. Без всякого навыка к подобной работе, все эти организации имели уже свои длинные мартирологи выданных и замученных. Но большинство кубанских станиц были предоставлены самим себе. Вся их интеллигенция — терроризованный священник, нейтральный учитель и скрывающийся офицер — опасливо сторонились ещё от участия в движении, не вполне доверяя его искренности и серьёзности. Тем более, что советская власть на эту именно интеллигенцию воздвигла жестокое гонение, в особенности на духовенство..
Антисоветское сопротивление началось со станиц близ Новочеркасска — богатого района, наиболее всего пострадавшего от мародёрства красных и изъятия ими продовольствия. Несмотря на то, что казаки в станицах от мероприятий большевиков пострадали меньше, чем городское население, именно они сыграли важную роль в свержении советской власти на Дону, так как большевики оказались прямой угрозой казачеству, действуя в соответствии с объявленными перед занятием Новочеркасска советским командующим Саблиным представителем Круга задачами: «Казачество, как отдельное и привилегированное сословие должно быть ликвидировано». Пробуждение казачества пошло стремительнее, чем было его падение. Уже в середине марта началось сильное брожение в различных местах области и тайная организация казачьих сил, чему немало способствовала наступившая весенняя распутица, мешавшая передвижению большевистских карательных отрядов. 18 марта впервые собирается в станице Манычской съезд Черкасского округа, на котором казаки выносят постановления против советской власти. Во второй половине марта начались и вооружённые выступления.

## Документы времён расказачивания
А. В. Венков отмечает, что наиболее кровопролитная до гражданской войны для казаков — Первая Мировая. В ней Донские казаки потеряли 10 тыс. личного состава на 1,5 млн казачьего население Дона. В Гражданскую войну безвозвратные потери среди Донских казаков составили 250 тыс. Это каждый 6-й житель, или каждый 3-й мужчина. Большинство из них — жертвы красного террора. Если отбросить детей и стариков, которые тоже были затронуты, то выбили всех, кто сопротивлялся. Донские станицы обезлюдели. Положение спасло только возвращение из-за границы примерно 182 тысяч казаков в 1921—1931 годах, но многие из них попали под жернова раскулачивания и политических репрессий, продолжавших расказачивание.
Особенно важно заявление Миронова: «Население стонало от насилий и надругательств. Нет хутора и станицы, которые не считали бы свои жертвы красного террора десятками и сотнями. Дон онемел от ужаса… Восстания в казачьих областях вызывались искусственно, чтобы под этим видом истребить казачество». При этом директиву Миронов не упоминает.
Для провоцирования казачьих восстаний использовались различные документы, не все из которых ещё известны.
Как подчёркивает А. В. Венков в газете «Известия ВЦИК» с № 20 по 25 в январе и феврале 1919 года опубликована статья главкома РККА Иоакима Вацетиса «Борьба с Красновым».
«Мы будем совершенно правы, если скажем, что нет более в мире такого исторического суррогата как казачество, а донское в особенности. Казачество для России всегда играло роль палача, усмирителя и прислужника императорского дома…Особенно рельефно бросается в глаза дикий вид казака, его отсталость от приличной внешности культурного человека западной полосы. Длинные под скобку подстриженные волосы, обыкновенно намазанные деревянным маслом взбитые при помощи какой-то особой пудры, состоящей из смеси обыкновен¬ного солдатского хлеба, дегтя и скипидара. В ухе у казака обыкновенно серьга, а то иногда их даже две. Иногда приходится видеть казака, у которого даже в носу проделана дырка для вставлении особого сорта кольцеобразного приспособления», « Типичного казака, с захлебыванием хлеставшего нагайкой по спине беззащитную женщину, разбивавшего головы плачущим детям, можно приблизить к породам умных и услужливых собак, добрых и благодушных до тех пор, пока всё кругом спокойно. Попробуйте вы такое, благодушное лежащее животное внезапно ткнуть пальцем в бок и вы увидите, что ваша рука отведает собачьих зубов…
У казачества нет заслуг перед русским народом и государством. У казачества есть заслуги лишь перед тёмными силами русизма… По своей боевой подготовке казачество не отличалось способностями к полезным боевым действиям. Особенно рельефно бросается в глаза дикий вид казака, его отсталость от приличной внешности культурного человека западной полосы. Казачья масса ещё настолько некультурна, что при исследовании психологических сторон этой массы приходится заметить большое сходство между психологией казачества и психологией некоторых представителей зоологического мира… Старое казачество должно быть сожжено в пламени социальной революции. Стомиллионный русский пролетариат не имеет никакого нравственного права применить к Дону великодушие… Дон необходимо обезлошадить, обезоружить и обезногаить и обратить в чисто земледельческую страну…. Коню донского казачества должно быть даровано право честно обслуживать трудовой народ, запахивая поле и пожиная хлеб. Позорное ремесло давить народ должно быть с него снято навеки веков, и донскому коню должно быть даровано право быть честным животным».
Оговорка не имеет большого значения: «Говоря о казачестве, сражающемся против нас на Дону, мы не имеем совершенно в виду трудовой казачий народ, казачий пролетариат, тот, который пламенеет жизнью революции». В это же время член ЦК РКП(б) Сокольников, опасаясь вооружённых восстаний казаков, пытался отговорить советское руководство от массовых репрессий по отношению к казакам, значительное число которых восстало против Краснова и кадетов и, хотя раньше воевало против красных, перешло на сторону красных, но Свердлов согласился с Сырцовым, предлагавшим казнить всех воевавших против красных. Это является сильным аргументом в пользу того, что или Свердлов поддерживал Вацетиса, или был документ в духе статьи Вацетиса, не обсуждавшийся в Оргбюро, и поддержанный Свердловым.
Уральский облревком в феврале 1919 года выпустил инструкцию, согласно которой следовало: «объявить вне закона казаков, и они подлежат истреблению». Были и другие приказы, которые требовали от красноармейцев Южфронта расстреливать: «всех без исключения казаков, занимавших служебные должности…; всех без исключения агентов самодержавия…», — говорилось в одной из инструкции Реввоенсовета.

Есть документ в духе этой статьи Вацетиса, считающийся официальным основанием для массового террора против казаков, — циркулярное письмо за подписью «ЦК РКП(б)». 24 января 1919 года состоявшее из трёх человек (Свердлов, Крестинский, Владимирский, причём нет документов о том, кто из них присутствовал) Оргбюро ЦК РКП(б), после обсуждения 6-го пункта повестки дня — «Циркулярного письма ЦК об отношении к казакам», якобы принимает секретную директиву от имени ЦК РКП, на что Оргбюро не имело права, «Ко всем ответственным товарищам, работающим в казачьих районах» с резолюцией:«Принять текст циркулярного письма. Предложить комиссариату земледелия разработать практические мероприятия по переселению бедноты в широком масштабе на казачьи земли». Эта директива, со стандартным сопроводительным письмом от 29 января с подписью Председателя Оргбюро ЦК РКП(б) Я. Свердлова, и выступала обоснованием расказачивания, проводимого РККА, согласно статье её главкома, с января 1919 года. Краткое сопроводительное письмо «всем ответственным товарищам, работающим в казачьих районах», датированное 29 января 1919 года, было подписано Я. М. Свердловым. Полный текст сопроводительного письма Свердлова почему-то до сих пор не опубликован. Сталин, вообще говоря, известен как один из авторов циркулярных писем ЦК. Это видно из 4-го тома его «Сочинений», где опубликовано циркулярное письмо ЦК, написанное Сталиным в 1920 году, в связи с военными действиями на Южном фронте, переименованном в Крымский. Но Г. Магнер изображает это так, что 29 января 1919 года якобы Сталин встречается со Свердловым в Москве (что не доказано), «берёт у Свердлова сопроводительное письмо к какому-то документу, который якобы необходимо срочно направить в казачьи районы. Вместо документа, о котором он говорил со Свердловым, якобы именно Сталин направляет на Дон вместе с сопроводительным письмом Свердлова циркулярное письмо». Однако это — только предположение Г. Магнера, который, как и все, например, не знает полный текст сопроводительного письма. Пока известно только само циркулярное письмо ЦК.

Из Директивы ЦК РКП «Ко всем ответственным товарищам, работающим в казачьих районах»:
…учитывая опыт года гражданской войны с казачеством, признать единственно правильным самую беспощадную борьбу со всеми верхами казачества путём поголовного их истребления. Никакие компромиссы, никакая половинчатость пути недопустимы. Поэтому необходимо:

1. Провести массовый террор против богатых казаков, истребив их поголовно; провести беспощадный массовый террор по отношению ко всем вообще казакам, принимавшим какое-либо прямое или косвенное участие в борьбе с Советской властью. К среднему казачеству необходимо применять все те меры, которые дают гарантию от каких-либо попыток с его стороны к новым выступлениям против Советской власти.

2. Конфисковать хлеб и заставлять ссыпать все излишки в указанные пункты, это относится как к хлебу, так и ко всем другим сельскохозяйственным продуктам.

3. Принять все меры по оказанию помощи переселяющейся пришлой бедноте, организуя переселение, где это возможно

5. Провести полное разоружение, расстреливая каждого, у кого будет обнаружено оружие после срока сдачи…
Согласно исследованиям историков есть разные версии. Например, что идеологом и составителем данной директивы, к которой без согласия и ведома Свердлова было приложено сопроводительное письмо за подписью Свердлова, является И. В. Сталин (историк Г. Магнер), руководствующийся работой Роя Медведева «Командарм Миронов», но есть версия, что идеологом был сам Я. М. Свердлов, (мнение историка Р. А. Медведева), либо С. И. Сырцов — председатель Донбюро (что утверждает доктор исторических наук Л. И. Футорянский, изучающий проблемы казачества), либо Троцкий, начальник Вацетиса.
В то же время советский историк Р. А. Медведев считает, что в конкретных деталях текст протокола Оргбюро расходится с текстом циркулярного письма. В циркулярном письме не Оргбюро, а «ЦК постановляет» не «предложить наркомату земледелия», а «провести через соответствующие советские учреждения обязательство Наркомзему» разработать «фактические меры по переселению бедноты на казачьи земли», причем сделать это «в спешном порядке». Оргбюро не могло разговаривать таким тоном ни с Наркомземом, ни, тем более, с вышестоящими советскими учреждениями — Совнаркомом и ЦИКом. В связи с этим подлинность протокола заседания Оргбюро от 24 января представляется в высшей мере сомнительной". По мнению Медведева, есть 2 версии механизма принятия данной директивы:
- 1) принята Оргбюро ЦК РКП(б) по докладу Донбюро, приложено сопроводительное письмо Свердлова;
- 2) разработана и вынесена лично Свердловым.[41]

В защиту единоличного вынесения директивы (видимо, инструкции ЦК) одним из лидеров партии встают видные историки, такие как Р. А. Медведев, С. П. Стариков, Г. Магнер, расходясь лишь в определении, кем был этот лидер. Прежде всего, на это указывают следующие факты: полноценное обсуждение и принятие директивы Оргбюро противоречило всем постановлениям и обращениям Совнаркома, ВЦИК, РВС РСФСР, указам, письмам и выступлениям В. И. Ленина и Я. М. Свердлова, деятельности Казачьего отдела ВЦИК, который определённо не поддержал бы директиву. В частности, В. И. Ленин не имел информации о принятии данной директивы, а получив некоторые сведения, подверг её критике, ранее заявляя даже о недопустимости вмешательства в быт казаков, не говоря уже о терроре..
Историк Г. Магнер в своём исследовании прорабатывает версию о возможности единоличной подготовки репрессий И. В. Сталиным, поскольку именно он курировал вопросы национальностей, общностей и малых народов, имел достаточное влияние для возможности самостоятельного решения вопросов и издания директивы без согласования с В. И. Лениным и обсуждения на оргбюро. В защиту данной версии становится факт фактического продолжения репрессий и террора по отношению к казачеству после смерти Я. М. Свердлова и их формального прекращение лишь после ряда обсуждений в ЦК РКП(б) и вмешательства Казачьего отдела ВЦИК.. Автор книги «Правда и ложь о „расказачивании“ казаков» доктор исторических наук профессор Павел Голуб, анализируя, кто именно выступает анонимным автором того документа, мотивированно отвёл предположения о Свердлове и Сталине, склонился к выводу, что готовилась директива в недрах военного ведомства, руководимого Троцким — но в этом ведомстве тоже были разные мнения. Сам Троцкий долго объявлял эту директиву фальшивой и подготовленной деникинцами, хотя там нет нового по сравнению со статьёй его сотрудника Вацетиса. Впрочем, Троцкий официально поддерживал Ф. К. Миронова и хотел предоставить ему один из высших командных постов РККА. 8 июля, когда часть Донской области была уже в руках Вооружённых сил Юга России, казачий отдел ВЦИК организовал встречу Ленина с начдивом Ф. К. Мироновым, который после нескольких месяцев отсутствия вернулся на Южный фронт и узнал многое о расказачивании, но ещё не знал о существовании «директивы ЦК о расказачивании» как подлинной (видимо, не знал о ней и Казачий отдел ВЦИК, иначе, наверное, знал бы и Миронов). Тем не менее, в 1967 году был введён в научный оборот и назван директивой протокол Оргбюро ЦК: «Предварительно сообщается, что 24 января 1919 года состоялось заседание Оргбюро ЦК РКП(б)». 6-й пункт повестки дня — «Циркулярное письмо ЦК об отношении к казакам». Решение: «Принять текст циркулярного письма. Предложить комиссариату земледелия разработать практические мероприятия по переселению бедноты в широком масштабе на казачьи земли». Ни текста циркулярного письма, ни того, кто из тройки членов Оргбюро присутствовал на заседании 24 января, в этом странном документе нет. Несмотря на наличие протокола, содержание циркулярного письма такое, что оно не могло бы обсуждаться в ЦК.
Свердлов вёл такую жизнь, что аргументы, что циркулярное письмо противоречило публичным речам Свердлова, не актуальны. Но жена Свердлова К. Н. Новгородцева сама была секретарём ЦК. Секретариат ЦК по поручению Ленина и Свердлова фабриковал документы от имени ЦК. К лету 1918 года вся верховная власть в стране была в руках Ленина и Свердлова, а так называемое коллективное руководство государством и партией свелось фактически к единоличным указаниям того или другого повелителя. Однако Ленин облекал, как правило, собственные решения в форму постановлений Совнаркома, тогда как Свердлов, повсюду таскавший с собою портфель с бланками и печатями ВЦИК и ЦК РКП(б), сам писал свои распоряжения на том или ином бланке и сам же скреплял их соответствующей печатью.
Оргбюро ЦК присвоило себе право вещать и распоряжаться от имени всей партии, не придавая особого значения мнению того или иного члена ЦК РКП(б). Но инструкция была ЦК, причём неясно, почему не было печати ЦК. У Свердлова и Новгородцевой, принимавшей участие во всех заседаниях Оргбюро, были все печати ЦК. То, есть, инструкция была, видимо, Ленина, и после смерти Свердлова на него и Крестинского, возможность захвата которыми власти опасался Ленин, возложили ответственность за циркулярное письмо, к которому Ленин якобы не имел отношения. Г. Магнер прав, что необходимо рассекретить и опубликовать сопроводительное письмо Свердлова. Прояснить участие Ленина или других лидеров большевиков и степень участия Свердлова можно было бы при публикации полного текста сопроводительного письма Свердлова. Пока полный текст мы не имеем.
Есть также инструкция Реввоенсовета Южфронта к проведению директивы ЦК РКП(б) о борьбе с контрреволюцией на Дону от 07.02.1919. Вызывает сомнение название документа, так как термин «директива» появился только в 1967 году. Очевидно, что текст редактировался после 1967 года.

Из Инструкции Реввоенсовета Южфронта к проведению директивы ЦК РКП(б) о борьбе с контрреволюцией на Дону от 07.02.1919:
Основная задача всех создаваемых на Дону революционных органов сводится к беспощадному подавлению контрреволюции и к обеспечению Советской Республики от возможности её повторения.

В этих видах учреждённые приказом Реввоенсовета Южфронта ревкомы и временные полковые военно-полевые трибуналы должны через посредство опроса так называемых иногородних, а также путём массовых обысков в занимаемых станицах и хуторах и вообще всяких селениях на Дону обнаруживать и немедленно расстреливать:

а) всех без исключения казаков, занимавших служебные должности по выборам или по назначению: окружных и станичных атаманов, их помощников, урядников, судей и проч.;

б) всех без исключения офицеров красновской армии;

в) вообще всех активных деятелей красновской контрреволюции;

г) всех без исключения агентов самодержавия, приютившихся на Дону, начиная с министров и кончая полицейскими;

д) активных представителей российской контрреволюции, собравшихся на Дону;

е) всех без исключения богатых казаков;

ж) всех, у кого после объявленного срока о сдаче оружия таковое будет найдено;

з) имущество расстрелянных конфискуется и передаётся в распоряжение ревкомов для удовлетворения потребностей рабочих и малоимущего населения из иногородних;

и) лица и целые группы казачества, которые активно[го] в борьбе с Советской властью участия не принимали, но которые внушают большие опасения, подлежат усиленному надзору и в случае необходимости аресту и препровождению в глубь страны по специальным указаниям Реввоенсовета Южного фронта. Имущество таких лиц не конфискуется, а передаётся во временное распоряжение и использование ревкома.

Примечание. Террор против таких групп, прежде всего против среднего казачества, не должен быть, однако, единственным средством нашей борьбы за укрепление советского режима. Одновременно среди среднего казачества должна вестись интенсивная политическая работа, имеющая своей задачей расколоть эту социальную группу и часть её определенно привлечь на сторону Советской власти;

к) наряду с мерами суровой расправы временные революционные органы должны преследовать цель социально-экономического обескровливания верхов и отчасти средних кругов казачества. Политика контрибуций, а также конфискации всех излишков хлеба и других сельскохозяйственных продуктов должна проводиться организованно и планомерно со всей беспощадностью;

л) переселение малоимущих иногородних на казачьи земли и в их жилища должно начаться немедленно и проводиться как мера революционная, рассчитанная на обессиление казачества и на укрепление элементов, близких Советской Республике. Эта задача не программная, а задача дня, и ревкомы должны приступить к её осуществлению, не ожидая специальных и подробных указаний, а руководствоваться годичным опытом советской политики;

м) все перечисленные в настоящей инструкции задачи должны быть осуществляемы ревкомами. Временные полковые военно-полевые трибуналы проводят указанные меры только в момент пребывания частей в тех или иных местностях. Основная задача частей — выполнение непосредственных боевых задач. По мере продвижения вперед все дело уничтожения контрреволюции переходит полностью и целиком к ревкомам.
Отношение региональных руководителей органов РКП(б) к казачеству в целом было негативным, что следует из заявлений, к примеру, председателя Донбюро ЦК С. И. Сырцова, что всякое сотрудничество с казачеством и привлечение его на сторону революционной власти будет «сговором с контрреволюцией». В то же время член РВС Южного фронта В. А. Трифонов в письме А. А. Сольцу говоря о казачестве, заявляет: «В руках этих идиотов находится судьба величайшей революции — есть от чего сойти с ума»
Пленум ЦК РКП(б) в марте 1919 года проходил он как раз в день смерти находившегося без сознания Свердлова. Решения его противоречили "директиве", если она существовала. Но Донбюро ЦК РКП не посчиталось с этим и 8 апреля 1919 года обнародовало свою директиву: «Насущная задача – полное, быстрое и решительное уничтожение казачества как особой экономической группы, разрушение его хозяйственных устоев, физическое уничтожение казачьего чиновничества и офицерства, вообще всех верхов казачества, распыление и обезвреживание рядового казачества и о формальной его ликвидации». В числе проводимых мероприятий были меры, применяемые в ходе красного террора, к примеру, взятие заложников, «пользующихся каким-либо авторитетом», что следует из предписаний Донбюро :

«В целях скорейшей ликвидации казачьей контрреволюции и предупреждения возможных восстаний Донбюро предлагает провести через соответствующие советские учреждения следующее: 1) Во всех станицах, хуторах немедленно арестовать всех видных представителей данной станицы или хутора, пользующихся каким-либо авторитетом, хотя и не замешанных в контрреволюционных действиях, и отправить как заложников в районный революционный трибунал. (Уличённые, согласно директиве ЦК, должны быть расстреляны.)
2) При опубликовании приказа о сдаче оружия объявить, что, в случае обнаружения по истечении указанного срока у кого-либо оружия, будет расстрелян не только владелец оружия, но и несколько заложников.
3) В состав ревкома ни в коем случае не могут входить лица казачьего звания, некоммунисты. Ответственность за нарушение указанного возлагается на райревкомы и организатора местного ревкома.
4) Составить по станицам под ответственность ревкомов списки всех бежавших казаков (то же относится и к кулакам) и без всякого исключения арестовывать и направлять в районные трибуналы, где должна быть применена высшая мера наказания»
Донбюро ЦК РКП, как ответственный за проведение расказачивания орган на директиву реагирует оперативно, что следует из докладов в ЦК партии, причём упоминается "инструкция ЦК" - возможно, имеется в виду та самая "январская директива", как её называют с 1967 года:
из доклада секретаря Донбюро ЦК РКП  А.Френкеля к VIII  съезду (март 1919 года):
 «… широко применить более радикальные террористические методы, указанные в той же инструкции ЦК, но ещё не применяющиеся, а именно: экспроприация казачества (расказачивание) и массовое переселение их внутрь России, с вселением на их место пришлых трудовых элементов. Это лучшим образом растворит казачество»
«Но эти мероприятия под силу только центру, где должна быть образована особая комиссия для разработки этого вопроса. И к этому необходимо приступить срочно. … всех казаков не уничтожишь, а при таких условиях восстания будут продолжаться»
Директива Реввоенсовета Южфронта от 16 марта 1919 года:
… Предлагаю к неуклонному исполнению следующее: напрячь все усилия к быстрейшей ликвидации возникших беспорядков путём сосредоточения максимума сил для подавления восстания и путём применения самых суровых мер по отношению к зачинщикам-хуторам:

а) сожжение восставших хуторов;

б) беспощадные расстрелы всех без исключения лиц, принимавших прямое или косвенное участие в восстании;

в) расстрелы через 5 или 10 человек взрослого мужского населения восставших хуторов;

г) массовое взятие заложников из соседних к восставшим хуторам;

д) широкое оповещение населения хуторов станиц и т. д. о том, что все станицы и хутора, замеченные в оказании помощи восставшим, будут подвергаться беспощадному истреблению всего взрослого мужского населения и предаваться сожжению при первом случае обнаружения помощи; примерное проведение карательных мер с широким о том оповещением населения.
Директива Реввоенсовета 8-й армии № 1522 от 17 марта 1919 года:
Реввоенсовет 8-й армии приказывает в наикратчайший срок подавить восстание предателей, воспользовавшихся доверием красных войск и поднявших мятеж в тылу. Предатели донцы ещё раз обнаружили в себе вековых врагов трудового народа. Все казаки, поднявшие оружие в тылу красных войск, должны быть поголовно уничтожены, уничтожены должны быть и все те, кто имеет какое либо отношение к восстанию и к противосоветской агитации, не останавливаясь перед процентным уничтожением населения станиц, сжечь хутора и станицы, поднявшие оружие против нас в тылу. Нет жалости к предателям. Всем частям, действующим против восставших, приказывается пройти огнём и мечом местность, объятую мятежом, дабы у других станиц не было бы и помысла о том, что путём предательского восстания можно вернуть красновский генеральско-царский режим.
Относительно механизма подавления восстаний и карательных мероприятий существует приказ члена Реввоенсовета 8-й армии И. Э. Якира:

Ни от одного из комиссаров дивизий не было получено сведений о количестве расстрелянных белогвардейцев, полное уничтожение которых является единственной гарантией прочности наших завоеваний. В тылу наших войск и впредь будут разгораться восстания, если не будут приняты меры, в корне пресекающие даже мысль возникновения такового. Эти меры: уничтожение всех поднявших восстание, расстрел на месте всех имеющих оружие и даже процентное уничтожение мужского населения. Никаких переговоров с восставшими быть не должно
8 апреля 1919 года Донбюро ЦК РКП(б) принимает решение «о быстром и решительном уничтожении казачества как особой экономической группы… и о формальной его ликвидации»
18 сентября 1919 года объединённое заседание Политбюро и Оргбюро ЦК РКП(б) утвердило «Тезисы о работе на Дону», определяющие политику РКП(б) по казачьему вопросу. Автором документа был Троцкий.

Мы разъясняем казачеству словом и доказываем делом, что наша политика не есть политика мести за прошлое. Мы ничего не забываем, но за прошлое не мстим. Дальнейшие взаимоотношения определяются в зависимости от поведения различных групп самого казачества"…"Критерием в наших отношениях к различным слоям и группам донского казачества в ближайший период будет не столько непосредственная классовая оценка разных слоев (кулаков, середняков, бедняков), сколько отношение различных групп самого казачества к нашей Красной Армии. Мы возьмём под своё решительное покровительство и вооружённую защиту те элементы казачества, которые делом пойдут нам навстречу. Мы будем беспощадно истреблять все те элементы, которые будут прямо или косвенно оказывать поддержку врагу и чинить затруднения Красной Армии.
Донбюро РКП(б) просило ЦК партии удержать войска от эксцессов, предупреждая, что казаки боятся «повторения тех неладов, безответственных выступлений, хаотического хозяйничания всяких проходимцев, что имело широкое место на Дону». В части направлялись такие, например, предостерегающие указания:

271I-19 [от] имени Реввоенсовета и Политотдела армии циркулярно приказываю всем политработникам принять категорические меры [по] устранению при занятии территории Дона явлений, влекущих недовольство населения советвластью: массового террора, незаконных реквизиций, вообще бесцельных насилий. Завполитотделарм 9 Поволоцкий.
16 марта 1919 года с участием В. И .Ленина состоялся пленум ЦК РКП(б). Пленум по заявлению члена Реввоенсовета Южного фронта и члена ЦК Г. Я. Сокольникова, который в случае наличия январской директивы был бы ответственным за её исполнение , принял решение о приостановке намеченных РККА мер беспощадного террора «по отношению ко всем вообще казакам, принимавшим какое-либо прямое или косвенное участие в борьбе с Советской властью». Основанием было заявление Сокольникова о том, что, в частности, «в Донской области есть резкая разница между Севером и Югом, которая делает излишним вмешательство наше», возможно, под этим он имел в виду восстания казаков против режима Краснова на севере Донской области в начале 1919 года. Данное положение дел подтверждалось и с белоказачьей стороны. По свидетельству начальника штаба Донской армии генерала Полякова: «Северную половину области пришлось с боем очищать от большевиков и от казаков, причём „порыв“ последних выразился… в том, что они пополнили собой казачьи красные дивизии и с необыкновенным ожесточением защищали от нас свои станицы и хутора».
В защиту казачества с докладом о невыполнимости «Постановления ЦК о казачестве» выступил член ЦК РКП Г. Я. Сокольников, заявивший, что часть донских, оренбургских и иных казаков не выступала против революционной власти и боролась за неё с оружием в руках.
Немногим позже В. Ленин признал ошибочность ряда революционных мероприятий, когда сложнейшие вопросы решались «непосредственными велениями пролетарского государства в мелко крестьянской стране».

## Реализация политики расказачивания в регионах
В мае 1918 г., то есть почти за год до «директивы», Терский Совнарком по инициативе его наркома внутренних дел Я. И. Фигатнера и Г. К. Орджоникидзе во исполнение решения III съезда народов Терека разработал план выселения казаков из станиц Сунженской линии и передаче их земли ингушам. А в августе 1918 большевики организовали нашествие ингушских отрядов на станицы Аки-Юртовскую (Воронцово-Дашковскую), Сунженскую, Тарскую и Тарские хутора: казаки из них были выселены поголовно (до 10 000). Безоружные, они двигались на север, гибли и мерзли по дороге, подвергаясь постоянным нападениям горцев. У казаков было отобрано имущества на сумму 120 миллионов золотых рублей. Только за несколько дней 1918 г. было истреблено около 12 000 казаков — в основном женщин, детей и стариков, а 70 000 были изгнаны из своих домов. Ряд станиц (большая часть которых находится сейчас в Пригородном районе Северной Осетии) превратились в ингушские аулы.
После передачи части казачьих территории ингушам Терский Совнарком (его возглавлял Ф. Х. Булле) по предложению Орджоникидзе обратился с подстрекательским воззванием теперь уже и к осетинам: «Целый ряд казачьих станиц вклинивается в Осетию. И если казаки не согласны добровольно и по постановлению Пятигорского съезда уступить вам принадлежащие по праву революции земли, то с оружием в руках, подобно братьям ингушам, предложите станицам, осевшим на нашей родной земле, разоружиться и выселиться».
Геноцид терцев несмотря на обещания I Всероссийскому съезду трудового казачества, куда терцев не пригласили, прекратить все репрессии против казаков (смотрите ниже), санкционировал лично Ленин, написавший проект соответствующего постановления Политбюро ЦК РКП(6) от 14 октября 1920 г. Как с удовлетворением объявил Орджоникидзе: «Мы определенно решили выселить 18 станиц с 60 тысячным населением по ту сторону Терека»; в результате — «станицы Сунженская, Тарская, Фельдмаршальская, Романовская, Ермоловская и другие были освобождены от казаков и переданы горцам ингушам и чеченцам».
Как происходило это «освобождение», видно из свидетельства современницы: «Нашу станицу разделили на три категории. „Белые“ — мужской пол был расстрелян, а женщины и дети рассеяны, где и как могли спасаться. Вторая категория — „красные“ — были выселены, но не тронуты. И третья — „коммунисты“. Включённым в первую категорию никому ничего не давали, „красным“ давали на семью одну подводу, на которую можно было брать все, что желали. А „коммунисты“ имели право забрать все движимое имущество. Дворы всей станицы поступили чеченцам и ингушам, которые и задрались за наше добро между собою».
Из телеграммы члена РВС Кавказской трудовой армии Врачева Сталину и Орджоникидзе от 1 ноября 1920 г.: «Выселение станиц идёт успешно… Сегодня у меня происходило совещание с чеченцами — представителями аулов. Настроение чеченцев превосходное, они рады до бесконечности…»
Даже Сталин признавал, что политику большевиков «горцы поняли так, что теперь можно терских казаков безнаказанно обижать, можно их грабить, отнимать скот, бесчестить женщин». Сам он также несёт персональную ответственность за репрессии, что видно из следующей секретной телеграммы: «РВС Терской группы. Копия РВС Комфронта Грозный. 30.10.20. Предписывается Вам произвести в срочном порядке переселение казаков Асиновской станицы за Терек…» — за подписями Сталина и Орджоникидзе. Несколько ранее (26 октября 1920 г.) Сталин докладывал Ленину: «Несколько казачьих станиц наказаны примерно…». Из другой телеграммы Сталина (30 октября): «Выселено в военном порядке пять станиц. Недавнее восстание казаков дало подходящий повод и облегчило выселение, земля поступила в распоряжение чеченцев…»
На территорию, принадлежавшую ранее казакам, переселилось 20 000 чеченцев, которые получили в своё распоряжение 98 000 десятин земли…
Выселено было население и многих населённых пунктов Малой Кабарды.
Выселение казачества на Тереке продолжалось и позже — люди бежали от постоянных бандитских набегов горцев: «Со стороны Чечни и Ингушетии… отмечены частые нападения на их станицы и массовые угоны скота. На этой почве две станицы Терской губернии, потеряв весь скот, выселились» (из письма А. И. Микояна в ЦК РКП(б) 25 января 1923 г.). В коллективном письме представителей терского казачества в то время отмечалось, что «жизнь русского населения всех станиц стала невыносима и идёт к поголовному разорению и выживанию из пределов Горской республики». В письме отмечалось также, что «русское население обезоружено и к физическому отпору и самосохранению бессильно. Аулы, наоборот, переполнены оружием, каждый житель, даже подростки лет 12-13 вооружены с ног до головы, имея и револьверы, и винтовки».
Любопытно при этом, что, по признанию заведующего отделом землеустройства Управления народного комиссариата земледелия — «земли казачьих станиц Михайловской, Самашкинской, Закан-Юртовской и Ермоловской были свободны более 3-х лет после выселения и фактически никем не использовались» — то есть, землепашеством красные горцы заниматься не хотели. То же было и в других местах, откуда выселяли казаков и кулаков. Таким образом, расказачивание сыграло большую роль в голоде начала 20х годов.
Как писал в приказе-воззвании в августе 1919 года после встречи с Лениным красный комдив Ф. К. Миронов:
Коммунисты вызвали своими злодеяниями на Дону поголовное восстание и гонят теперь русский народ на поправление своей злой ошибки. Кровь, проливаемая теперь на Южном фронте, — это кровь напрасная и лишняя, и проливается она под дикий сатанинский хохот новых вандалов, воскресивших своим злодейством времена средневековья и инквизиции. Например: в станице Качалинской 2-го Донского округа коммунисты, пытая перебежавшего с кадетской стороны 22-летнего казака, ставили его босыми ногами на раскалённую сковороду, причем они ещё и били по оголённым ногам палками. В станице Боковской из числа 62 человек невинно расстрелянных казаков есть расстрелянный за то, что не дал спичек комиссару Горохову. В станице Морозовской ревком зарезал 67 человек. Эти злодеи приводили людей в сарай и здесь, пьяные, изощрялись над людьми в искусстве ударов шашкою и кинжалом. Всех зарезанных нашли под полом сарая. В хуторе Севастьяновом Чернышевской станицы расстрелян председатель хуторского совета за то, что носил одну фамилию с кадетским офицером. А когда возмущённое население стало допытываться, за что, то убийцы ответили: «Произошла ошибка». В хуторе Сетраковском Мигулинской станицы в силу приказа по экспедиционному корпусу об истреблении казачества во время митинга убито безоружных 400 человек. В силу приказа о красном терроре на Дону расстреляны десятки тысяч безоружных людей. Беззаконным реквизициям и конфискациям счёт нужно вести сотнями тысяч. Население стонало от насилий и надругательств. Нет хутора и станицы, которые не считали бы свои жертвы красного террора десятками и сотнями. Дон онемел от ужаса.
Теперь установлено, что восстания в казачьих областях вызывают искусственно, чтобы под видом подавления истребить казачье население.
Дон, если бы он не восстал, ждала та же участь, что и Урал. В газете «Известия» от 10 августа 1919 года в № 176 мы читаем: «Помимо указанной выше причины нашей задержки у Оренбурга, нужно отметить также на редкость яростное сопротивление, оказываемое нам уральскими казаками. Отступая, казаки сжигают станицы, зажигают степь, портят воду и т. д.» Спросим: что же заставляет уральских казаков ожесточенно драться и умирать, сжигая при отступлении свои родные станицы и хутора? На это отвечает нам телеграмма некоего РУЖЕЙНИКОВА, посланного Казачьим отделом ВЦИК на Урал строить Советскую власть. Он раз доносил, а над ним посмеялись. В отчаянии он телеграфирует вторично следующее: «Москва. Кремль. Президиум ВЦИК. Совет Народной Рабоче-Крестьянской Обороны. Казачий Отдел. Снова довожу до сведения о линии поведения Уральского областного ревкома. Его большинство ведёт к окончательному срыву Советской власти в области. Большинство членов ревкома слепо проводит крайнюю политику тов. ЕРМОЛЕНКО — самое беспощадное истребление казачества. Город и область разграблены. Возвращающиеся беженцы не находят своего имущества, часто не впускаются в свои дома. Началось самочинное переселение в дома беженцев крестьян пограничных уездов, захватывающих живой и мертвый инвентарь.
В подтверждение всего вышеуказанного привожу инструкцию советам:
§ 1. Все оставшиеся в рядах казачьей армии после, первого марта объявляются вне закона и подлежат беспощадному истреблению.
§ 2. Все перебежчики, перешедшие на сторону Красной Армии после первого марта, подлежат безусловному аресту.
§ 3. Все семьи оставшихся в рядах казачьей армии после первого марта объявляются арестованными и заложниками.
§ 4. В случае самовольного ухода одного из семейств, объявленных заложниками, подлежат расстрелу все семьи, состоящие на учёте данного Совета, и т. д. …»
Что остаётся делать казаку, объявленному вне закона и подлежащему беспощадному истреблению?
Только умирать с ожесточением.
Что остаётся делать казаку, когда он знает, что его хата передана другому, его хозяйство захватывается чужими людьми, а семья выгнана в степь, на выгон?
Только сжигать свои станицы и хутора.
Таким образом, в лице всего казачества мы видим жестоких мстителей коммунистам за поруганную правду, за поруганную справедливость, что в связи с общим недовольством трудящегося крестьянства Россия, вызванным теми коммунистами, — грозит окончательною гибелью революционным завоеваниям и новым тяжким рабством народу. Чтобы спасти революционные завоевания, остаётся единственный путь: свалить партию коммунистов. Лишь только это известие на Южном фронте дойдёт до слуха казаков — они тотчас же остановятся и отвернутся от генералов и помещиков, за которыми идут только во имя поруганной правды. Мне, вызванному 14 июня с Западного фронта в шестичасовой срок, где я принял в командование 16-ю армию, — спасать положение на Южном фронте, — 5 июля было поручено формирование корпуса из 3 дивизий, преимущественно из донских беженцев. Формирование должно быть закончено 15 августа, но к этому числу мы видим только три полка, почти безоружных, раздетых и разутых людей, причем вооружение и снабжение и для этих людей искусственно задерживается, что в конце концов может привести к недовольству, а там на очереди опять карательные отряды и усмирения. Остановка формирования произошла, по-видимому, вследствие поданной мною 24 июня со ст. Анна телеграммы, в которой я указывал на создавшееся положение на Южном фронте в связи со зверствами коммунистов, и рекомендовал сделать народу уступку и созвать народное представительство от трудящихся. Как тогда, в телеграмме 24 июня, так и теперь, перед лицом корпуса и трудящихся масс рабочих и крестьянства объявляю:
«Я стоял и стою не за келейное строительство социальной жизни, не по узкопартийной программе, а за строительство гласное, в котором народ принимал бы живое участие».
В новой телеграмме от 18 августа за № 75 на имя Южфронта и Казачьего отдела в Москве я заявил такую политическую платформу, на которой останусь до последнего часа моей жизни:
«Ещё раз заявляю, что Деникин и буржуазия мои смертельные враги, но моими друзьями не могут быть и люди, вызвавшие поголовное восстание на Дону зверствами и насилиями. Перед лицом трудящихся масс пролетариата и крестьянства заявляю: боролся и буду бороться за социализацию средств производства и за социализм».
Отсюда для спасения революционных завоеваний да будет лозунгом нашего Донского корпуса:
«Вся земля — крестьянам!»
«Все фабрики и заводы — рабочим!»
«Вся власть трудовому народу, в лице подлинных Советов рабочих, крестьянских и казачьих депутатов!»
"Долой единоличное самодержавие и бюрократизм комиссаров и коммунистов!«
Граждане-казаки и солдаты Донской области!
Написав эти святые слова на своих красных знаменах и гордо подняв их ввысь, — пронесём теперь же, несмотря ни на что, к славным борцам на фронте, истекающим кровью в неравной борьбе, и рядом с ними умрём за истинную свободу, за землю и подлинное счастье человечества, которое оно может выковать только само, но не кучка людей, не знающих жизни.
Своим появлением и именем корпус поднимет дух красных борцов.
Помните, вы не одиноки. С вами подлинная душа измученного народа. Если и погибнете в боях, то погибнете за правду. Любить же правду и умирать за неё завещал нам Христос.
Лучше смерть на бранном поле, чем возмущение на печке при виде народных мук.
Командующий Донским корпусом, гражданин-казак Ф. К. Миронов».
Исполнение государственной политики по расказачиванию на местах было неоднозначным и дифференцированным, поскольку, по сути дела, большая часть вопроса была передана областным и местным органам, которые могли понимать и трактовать статью Вацетиса, решения ЦК и Реввоенсовета двояко, рассматривая идею расказачивания как уравнивание казаков с не казаками в экономическом отношении, либо как физическое уничтожение казаков. В отрядах красного казачества так же создавались тайные партизанские группы белого казачества из числа казаков, недовольных политикой революционной власти в отношении казачества. Сообщалось также об актах неподчинения либо о «настороженных» и «сомнительных настроениях» лояльных власти казаков. Причиной этому в ряде регионов стало то, что местные органы понимали позицию ЦК как линию по ликвидации казачества в целом, проводя обыски в домах так же и лояльных власти красных казаков, что зачастую могло перейти в акты грабежа. В ряде регионов казакам запрещалось носить казацкую атрибутику и казацкую форму, станицы подлежали переименованию, казаки ущемлялись в гражданских правах. Действия ряда местных органов были неподконтрольны даже казачьему отделу ВЦИК, который заявлял протест против репрессивных мер: «вопросы чрезвычайной важности, нередко затрагивающие основы казачьего быта, установившегося веками, рассматриваются и решаются безо всякого участия со стороны Казачьего отдела ВЦИК». При этом, однако, немногим позже на очередном заседании казачий отдел ВЦИК меняет свою позицию, заявляет о поддержке государственной политики в области казачества и конкретно мер по ликвидации казачества.
Уральский областной Революционный комитет в феврале 1919 года издаёт инструкцию, согласно которой следовало: «объявить вне закона казаков, и они подлежат истреблению». Во исполнение инструкции были использованы имеющиеся концентрационные лагеря, и организован ряд новых мест лишения свободы. В докладной записке в ЦК РКП (б) члена Казачьего отдела ВЦИК Ружейникова в конце 1919 года сообщается, что на местах принимались наиболее жёсткие и решительные репрессивные меры: к примеру, в ночь на 6-7 мая 1919 года из заключённых в Уральской тюрьме 350—400 человек из состава 9 и 10 Уральских казачьих полков, перешедших на сторону большевиков в марте 1919 года было расстреляно 100—120 человек, несколько заключённых казаков были утоплены. В докладе члена ВЦИК сообщается так же, что расстрелянных казаков сбрасывали в реку Урал, что вызывало негативное отношение к советской власти. Сообщается о том, что Чапаевская дивизия при продвижении от Лбищенска до станицы Скворкиной выжигала все станицы протяжением 80 верст в длину и 30-40 в ширину.
В Астраханской губернии конфискованные у казачества земли не подлежали возврату. Казачество было лишено права использования природных ресурсов, таких как лесные угодья, рыба. В Астраханской губернии в 1920 году в концентрационных лагерях содержалось около 2000 казаков.
Во исполнение секретного приказа № 01726 и. о. командующего Кавказской Трудовой Армии А. Медведева была сожжена станица Калиновская, станицы Ермоловская (ныне с. Алханкала), Романовская (Заканюртовская) (с. Заканюрт), Самашкинская (с. Самашки), Михайловская (с. Серноводское) подверглись репрессивным мерам и были разграблены. Станица Кохановская была полностью уничтожена. Мужского население станиц из числа казаков в возрасте от 18 лет до 50 лет в соответствии с приказом было решено «погрузить в эшелоны и под конвоем отправить на Север… для тяжёлых принудительных работ». Женщины, дети и старики были выселены «на Север», всего из данных станиц было выселено 2917 семей, около 11 000 человек.
К. К. Краснушкин, председатель Урюпинского комитета ВКП(б) в своей докладной записке в Казачий отдел ВЦИК заявляет о следующих фактах:

Был целый ряд случаев, когда назначенные на ответственные посты комиссары станиц и хуторов грабили население, пьянствовали, злоупотребляли своей властью, чинили всякие насилия над населением, отбирая скот, молоко, хлеб, яйца и другие продукты, и вещи в свою пользу, когда они из личных счетов доносили в ревтрибунал на граждан и те из-за этого страдали… Отдел розысков и обысков при ревтрибунале, а также комиссары при производстве обысков отбирали вещи, продукты совершенно безнаказанно на основании личных соображений и произвола, причем, как видно из переписок по дознаниям, отобранные предметы исчезали неизвестно куда. Эти отобрания и реквизиции производились сплошь и рядом… с совершением физических насилий. Трибунал разбирал в день по 50 дел… Смертные приговоры сыпались пачками, причем часто расстреливались люди совершенно невинные, старики, старухи и дети. Известны случаи расстрела старухи 60 лет неизвестно по какой причине, девушки 17 лет по доносу из ревности одной из жен, причем определённо известно, что эта девушка не принимала никогда никакого участия в политике. Расстреливались по подозрению в спекуляции, шпионстве. Достаточно было ненормальному в психическом отношении члену трибунала Демкину заявить, что подсудимый ему известен как контрреволюционер, чтобы трибунал, не имея никаких других данных, приговаривал человека к расстрелу… Расстрелы производились часто днем, на глазах у всей станицы, по 30-40 человек сразу…
Сообщается о массовых расстрелах, проводимых членами Ревкома на местах в станицах:

 Богуславский, возглавлявший ревком в станице Морозовской, в пьяном виде пошёл в тюрьму, взял список арестованных, вызвал по порядку номеров 64 сидевших в тюрьме казаков и всех по очереди расстрелял. И в дальнейшем Богуславский и другие члены ревкома проводили такие же массовые расстрелы, вызывая казаков в ревком и к себе домой. Возмущение этими бессудными расстрелами было так велико, что, когда в станицу переехал штаб 9-й армии, политотдел этой армии распорядился арестовать весь состав Морозовского ревкома и провести следствие. Была выявлена страшная картина диких расправ с жителями станицы и окрестных хуторов. Только во дворе Богуславского обнаружили 50 зарытых трупов расстрелянных и зарезанных казаков и членов их семей. Ещё 150 трупов нашли в разных местах вне станицы. Проверка показала, что большинство убитых ни в чём не было виновно и все они подлежали освобождению
По этим причинам Реввоенсовет Южного фронта издал подробную директиву по результатам мартовского пленума ЦК РКП(б), в которой, указывая на продолжающуюся борьбу с антисоветскими мятежами, указал:

«В то же время в отношении мирных районов не прибегать к массовому террору, преследовать только активных контрреволюционеров, не предпринимать мер, могущих остановить разложение казачества, строжайше преследовать произвольные реквизиции, тщательно организовать расплату за законные реквизиции и поставку подвод, не допуская реквизиций рабочего скота. Абсолютно воспретить взимание контрибуции, организованное обложение чрезвычайным налогом проводить только по особому распоряжению Реввоенсовета Южфронта. Немедленно приступить к составлению списков граждан, понесших убытки от действий контрреволюционных банд, грабежей, незаконных поборов. Беспощадно карать всех должностных советских лиц, виновных в злоупотреблениях».
В конце Гражданской войны большевики созвали «Всероссийский съезд трудового казачества» с 29 февраля по 6 марта 1920 года в Москве. Было 466 делегатов: от Оренбургского войска — 169, Донского — 122, Сибирского — 79, Уральского — 21, Астраханского — 7, Семиреченского — 4, Кубанского — 2, войсковых частей — 51, иногородних — 11. От Терского войска на съезде свои представители отсутствовали, так как намечались, как описано выше, новые карательные акции против терских казаков. Съезд признал, что казачество — неотъемлемая часть русского народа, и основная задача трудовых казаков состоит в том, чтобы в тесном союзе с рабочим классом и крестьянством бороться за упрочение Советской власти. Делегаты постановили, что советское строительство в казачьих областях должно проводиться на основе Конституции 1918 года, а землеустройство — в соответствии с действующими положениями Советской Республики. На съезде избрали 18 представителей в состав Казачьего отдела ВЦИК, председатель которого являлся членом Президиума ВЦИК. С трибуны съезда М. И. Калинин заявил: «Конечно, советская власть нравственно обязана расказачивать казачество, и она будет расказачивать, но в каком отношении? Расказачивать — это не значит снимать или срезать красные лампасы с брюк — обыкновенное украшение, которое привыкло носить все казачье население. Расказачивание состоит не в этом, а в том, чтобы в казачьих областях были проведены железные дороги, чтобы женщина-казачка поднялась на высший культурный уровень, чтобы с казачьего населения были сняты особые воинские повинности. Если вы только подумаете, в чём состоит сущность этого расказачивания, то вы увидите, что оно должно приветствоваться всем казачьим населением». Однако в дальнейшем эти слова всероссийского старосты больше никогда не включалась в сборники его работ. По просьбе съезда рядовых белых казаков, кроме терских, из которых последующему расказачиванию подлежали не только белые, но и красные и даже коммунисты, так как их земли и имущество нужны были горцам, действительно амнистировали. Амнистия была проведена, например, при эвакуации белых из Новороссийска, когда не хватило пароходов, а оставшихся русских казаков зачислили в Красную армию.
Активное истребление казаков шло до 1924 года, после чего наступило некоторое затишье. Аресты продолжались, приутихла лишь волна бессудных расправ. Советская власть, изображая «гражданский мир», добивалась возвращения эмигрантов (чтобы окончательно ликвидировать угрозу с их стороны). Первое время «возвращенцев» не трогали…
В результате, например, на Дону, где к 1 января 1917 года проживало 4 428 846 человек (из которых собственно казаков было менее половины), на 1 января 1921 года осталось лишь 2 252 973 человека. К 1926 году на Дону оставалось не более 45 % прежнего казачьего населения, в других войсках — до 25 %, а в Уральском — лишь 10 % (оно чуть ли не целиком снялось с места, пытаясь уйти от большевиков).
Было уничтожено и выброшено из страны много казаков старше 50 лет — хранителей традиций.

## Численность жертв политики «расказачивания»
Как отмечает историк Л. Футорянский, получившие в последние годы широкое распространение оценки численности жертв порядка сотен тысяч и даже двух миллионов человек не имеют документального подтверждения и являются «фантастическими». По документально подтверждённым материалам Особой следственной комиссии по расследованию злодеяний большевиков, число расстрелянных красными во второй половине 1918—1919 годов на территории войска Донского, Кубани и Ставрополья составило 5598 человек, из которых 3442 человека расстреляно на Дону, 2142 человека — на Кубани и Ставрополье. При этом историк Л. Футорянский отмечает, что числа, содержащиеся в материалах комиссии, преувеличены, а в этот же период в ходе белого террора, проводившегося при режиме Краснова, было расказачено по разным данным от 25 до 40 тысяч казаков, многие из них убиты. Убивали и всех пленных красных казаков. 
В то же время историк Л. Решетников заявляет о том, что «за время так называемого расказачивания было уничтожено свыше миллиона казаков».

## Раскулачивание
На Кубани 25 января 1931 года была осуществлена депортация казачества в числе 9000 семей, около 45 000 человек из районов Черноморья были выселены на освоение засушливых районов Ставрополья и Сальских степей. В течение 1930—1931 годов было арестовано и депортировано не менее 300 000 казаков из различных регионов, в большей степени из Уральской области и бывших территорий казачества на Северном Кавказе.

## Реабилитация российского казачества
В 1991 году в России был принят Закон РСФСР «О реабилитации репрессированных народов».
Российское казачество, как сообщество, подвергшееся террору и репрессированное в годы советской власти, было первоначально реабилитировано Постановлением ВС РФ от 16.07.1992 № 3321-1 «О реабилитации казачества».
ВС РФ «в целях полной реабилитации казачества и создания необходимых условий для его возрождения» постановил «отменить как незаконные все акты в отношении казачества, принятые начиная с 1918 года, в части, касающейся применения к нему репрессивных мер».
Возрождение современного казачества началось в конце 1980-х — начале 1990-х годов, когда в Москве, Краснодарском крае, Ростовской области и других регионах России стали создаваться общественные казачьи организации. Их правовой основой стали Закон РСФСР от 26 апреля 1991 г. «О реабилитации репрессированных народов» и Указ Президента Российской Федерации от 15 июня 1992 г. № 632 «О мерах по реализации Закона Российской Федерации „О реабилитации репрессированных народов“ в отношении казачества», в котором, в частности, Президент РФ постановил:

В целях восстановления исторической справедливости в отношении казачества, его реабилитации как исторически сложившейся культурно-этнической общности … Осудить проводившуюся партийно-государственную политику репрессий, произвола и беззакония в отношении казачества и его отдельных представителей.
22 апреля 1994 года вступило в силу Постановление Правительства РФ № 355 «О концепции государственной политики по отношению к казачеству», которое утвердило «Основные положения концепции государственной политики по отношению к казачеству» и концепцию «Возрождение традиционной для России государственной службы казачества является одним из элементов становления новой российской государственности, укрепления её безопасности» (ст.1 Положения).
Данным Постановлением утверждены примерные положения о государственной службе казачества, приведён исчерпывающий перечень видов государственной службы российского казачества: служба в Вооружённых Силах Российской Федерации, служба по охране государственной границы, таможенная служба, служба в оперативных частях Внутренних войск МВД России, служба по охране общественного порядка, охранная служба по сопровождению грузов и объектов государственного и важного народно — хозяйственного значения, егерская и иная природоохранная служба, который будет в дальнейшем дополнен (ст. 2 Постановления). В дальнейшем, правовая и организационная основы государственной службы казачества были более детально определены Федеральным законом № 154-ФЗ от 5 декабря 2005 «О государственной службе российского казачества».
3 июля 2008 года Президентом РФ Д. Медведевым была принята новая «Концепция государственной политики Российской Федерации в отношении российского казачества», целью которой является развитие государственной политики Российской Федерации по возрождению российского казачества, обобщение принципов государственной политики Российской Федерации в отношении российского казачества и задач российского казачества в области государственной службы, взаимодействия казачества и казачьих общин с органами государственной и муниципальной власти.

## Память
В обращении 18 января 2007 года Президент Карачаево-Черкесской Республики Батдыев М.А-А. заявил, что 24 января 1919 года стало трагической датой в судьбе казачества. В этот день на Оргбюро ЦК РКП(б) было принято циркулярное письмо, подписанное Яковом Свердловым, которое определило политику новой власти по отношению к казакам, верой и правдой служившим Отечеству на протяжении не одного столетия.
«Беспощадный террор, никаких компромиссов, поголовное истребление», — таков был вердикт документа, стоившего жизни более двум миллионам казаков. Так называемое «расказачивание», а значит репрессии, ссылки, расстрелы, конфискация нажитого имущества было не единожды проведённым актом.
День памяти казаков — жертв политических репрессий и геноцида казачества прошёл во всех казачьих округах, юртах и станицах Православных храмах Всевеликого Войска Донского. По сообщению Департамента по делам казачества Ростовской области, День памяти атаманом Всевеликого Войска Донского (ВВД) казачьим генералом Виктором Водолацким был объявлен в связи с 88-й годовщиной циркулярного письма ЦК РКП(б), подписанного 24 января Я. М. Свердловым о проведении массового террора против зажиточного казачества. Это стало началом развития геноцида в отношении казачества, считают в ВВД.
Траурные мероприятия в казачьих станицах были посвящены памяти казаков, погибших за православие, Дон и Отечество. В память о жертвах политических репрессий и геноциде, унёсшим жизни более двух миллионов казаков, во всех Православных храмах Всевеликого Войска Донского прошли панихиды по безвинно убиенным казакам. В казачьих кадетских корпусах, училищах, школах с областным статусом «казачьи» состоялись уроки памяти.
В Пензе в память о всех тех, кто стал жертвой политики «расказачивания», в церкви «Старый Спаситель» прошла заупокойная панихида. В 20-30 годы здание храма использовалась как пересыльная тюрьма. Здесь умерли десятки людей: дворяне, крестьяне, казаки.
В храме Иоанна Предтечи г. Волгограда прошла панихида по невинно убиенным казакам. В ряде населённых пунктов области — рабочем посёлке Чернышковский, городах Серафимовиче, Урюпинске, Иловле и других — прошли крестные ходы и заупокойные молебны в память о тех трагических событиях.
24 января, в День памяти жертв политических репрессий казачества, в Карачаево-Черкесии прошли траурные мероприятия. В них принял участие атаман Кубанского казачьего войска Владимир Громов.
Траурные мероприятия состоялись в Усть-Джегутинском, Урупском и Зеленчукском районах республики, где установлены памятники репрессированным казакам. В церкви Петра и Павла станицы Зеленчукской Карачаево-Черкесии казаки отслужили панихиду и прошли крестным ходом от храма к памятному знаку жертвам репрессий
.
В 2016 году Руководителем «Казачьей Национальной Экономической Ассоциации» на Дону, был разработан и запущен благотворительный проект, направленный на создание и бесплатное распространение эмблемы «Геноцида казачьего народа». Этот проект необходим для объединения казаков, возрождения традиций, а также для символического напоминания о прошлом, настоящем и будущем казачьего народа. Символ получил широкое распространение среди казаков, живущих по всей России, ближнему и дальнему зарубежью.
Эмблема представляет собой птицу феникс, которая возрождается из лазоревого цветка, на чёрно-оранжевом фоне.
- Чёрный фон символизирует боль, скорбь и тёмные последствия 1919 г.;
- Прожилки на лазоревом цветке — память о геноциде и репрессиях, оставивших след на казачьей земле;
- Лазоревый цветок — символ Казачьего Присуда;
- Птица Феникс — олицетворяет возрождение казачьего народа из пепла забвения;
- Жёлтый цвет — Божья искра, которая объединяет и оберегает казачий народ;
- Оранжевое зарево, которое вытесняет чёрный фон — призывает совместными усилиями возродить казачий народ и традиции.

## Расказачивание согласно законодательству РФ
Согласно действующему закону РСФСР от 26.04.1991 № 1107-1 «О реабилитации репрессированных народов», в отношении казачества проводилась «на государственном уровне политика клеветы и геноцида, сопровождавшаяся насильственным переселением, установлением режима террора и насилия в местах спецпоселения» (статья 2 закона).